# Let's Play Winter
「Let's Play Winter」（レッツ・プレイ・ウィンター）は、1994年11月21日に発売されたhitomiの1枚目のシングル。発売元は、avex trax。

## 解説
- 日本テレビ「アクション! SNOW BOARD」エンディングテーマ。

## 収録曲
1. Let's Play Winter (ORIGINAL MIX)
作詞：hitomi / 作曲：小室哲哉 / 編曲：小室哲哉、久保こーじ
  - 原曲は小室が20歳の頃に制作された[1]。
  - hitomiは「好きな人とスノーボードに行く時はどんな風だろう」と思いながら歌詞を書いた[2]。
  - hitomiは書く前に「スノーマン」を見たため、それを参考にした[2]。
2. PLEASURE (ORIGINAL MIX)
作詞：hitomi / 作曲：小室哲哉 / 編曲：小室哲哉、久保こーじ
  - メジャーデビュー前に歌詞を書き溜めていたhitomiが書き方について悩んでいた時に、小室が「リアルに起こったことでも、電話で話した内容でも何でもいい」と言った。その時に感じた作詞作業そのものに対する「もっと格好良く書けないかな」という葛藤・疑問がそのまま反映された[2]。
  - 後にhitomiは「今読み直すと表現の仕方が格好悪いと思う」「歌う度に同じ曲な気がしない。自分の中で一番つかみ切れてない曲」「自分の解釈にも疑問がある」と振り返っている[2]。
3. Let's Play Winter (INSTRUMENTAL)
4. PLEASURE (INSTRUMENTAL)

## 収録アルバム
- GO TO THE TOP (#1、リミックス・バージョン)
- h (#1)
- peace (#1)